# (106) Dioné
Pour les articles homonymes, voir Dioné.
Ne doit pas être confondu avec Dioné (lune).
(106) Dioné est un astéroïde de la ceinture principale découvert par James Craig Watson le 10 octobre 1868.
Il fut nommé d'après Dioné, une Titanide de la mythologie grecque.
Ne pas confondre avec Dioné, satellite de Saturne.

## Compléments